# Kanton Montoire-sur-le-Loir
Der Kanton Montoire-sur-le-Loir ist seit 1891 ein französischer Wahlkreis im Arrondissement Vendôme, im Département Loir-et-Cher und in der Region Centre-Val de Loire. Hauptort (chef-lieu) ist Montoire-sur-le-Loir.

## Gemeinden
Der Kanton besteht aus 46 Gemeinden mit insgesamt 21.839 Einwohnern (Stand: 1. Januar 2022) auf einer Gesamtfläche von 664,80 km²:
| Gemeinde                    | Einwohner 1. Januar 2022 | Fläche km² | Dichte Einw./km² | Code INSEE | Postleitzahl |
| --------------------------- | ------------------------ | ---------- | ---------------- | ---------- | ------------ |
| Ambloy                      | 187                      | 13,16      | 14               | 41001      | 41310        |
| Artins                      | 269                      | 11,72      | 23               | 41004      | 41800        |
| Authon                      | 749                      | 32,26      | 23               | 41007      | 41310        |
| Coulommiers-la-Tour         | 575                      | 12,12      | 47               | 41065      | 41100        |
| Crucheray                   | 422                      | 25,43      | 17               | 41072      | 41100        |
| Faye                        | 220                      | 8,70       | 25               | 41081      | 41100        |
| Gombergean                  | 163                      | 12,18      | 13               | 41098      | 41310        |
| Houssay                     | 371                      | 16,56      | 22               | 41102      | 41800        |
| Huisseau-en-Beauce          | 410                      | 8,98       | 46               | 41103      | 41310        |
| Lancé                       | 474                      | 18,01      | 26               | 41107      | 41310        |
| Lavardin                    | 178                      | 6,71       | 27               | 41113      | 41800        |
| Les Essarts                 | 98                       | 4,38       | 22               | 41079      | 41800        |
| Les Hayes                   | 172                      | 15,71      | 11               | 41100      | 41800        |
| Les Roches-l’Évêque         | 289                      | 2,40       | 120              | 41192      | 41800        |
| Lunay                       | 1.260                    | 38,63      | 33               | 41120      | 41360        |
| Marcilly-en-Beauce          | 323                      | 6,39       | 51               | 41124      | 41100        |
| Montoire-sur-le-Loir        | 3.678                    | 21,02      | 175              | 41149      | 41800        |
| Montrouveau                 | 141                      | 17,70      | 8                | 41153      | 41800        |
| Naveil                      | 2.439                    | 13,24      | 184              | 41158      | 41100        |
| Nourray                     | 126                      | 12,17      | 10               | 41163      | 41310        |
| Périgny                     | 168                      | 10,41      | 16               | 41174      | 41100        |
| Pray                        | 280                      | 10,48      | 27               | 41182      | 41190        |
| Prunay-Cassereau            | 587                      | 32,85      | 18               | 41184      | 41310        |
| Rocé                        | 220                      | 10,27      | 21               | 41190      | 41100        |
| Saint-Amand-Longpré         | 1.214                    | 21,37      | 57               | 41199      | 41310        |
| Saint-Arnoult               | 310                      | 9,57       | 32               | 41201      | 41800        |
| Saint-Gourgon               | 96                       | 10,15      | 9                | 41213      | 41310        |
| Saint-Jacques-des-Guérets   | 92                       | 1,81       | 51               | 41215      | 41800        |
| Saint-Martin-des-Bois       | 587                      | 36,40      | 16               | 41225      | 41800        |
| Saint-Rimay                 | 294                      | 7,36       | 40               | 41228      | 41800        |
| Sasnières                   | 90                       | 7,83       | 11               | 41236      | 41310        |
| Selommes                    | 795                      | 28,01      | 28               | 41243      | 41100        |
| Ternay                      | 330                      | 14,38      | 23               | 41255      | 41800        |
| Thoré-la-Rochette           | 817                      | 10,78      | 76               | 41259      | 41100        |
| Tourailles                  | 129                      | 7,46       | 17               | 41261      | 41190        |
| Troo                        | 304                      | 14,19      | 21               | 41265      | 41800        |
| Vallée-de-Ronsard           | 527                      | 19,95      | 26               | 41070      | 41800        |
| Villavard                   | 125                      | 5,18       | 24               | 41274      | 41800        |
| Villechauve                 | 255                      | 11,02      | 23               | 41278      | 41310        |
| Villedieu-le-Château        | 384                      | 29,65      | 13               | 41279      | 41800        |
| Villemardy                  | 269                      | 12,17      | 22               | 41283      | 41100        |
| Villeporcher                | 146                      | 12,10      | 12               | 41286      | 41310        |
| Villerable                  | 490                      | 16,81      | 29               | 41287      | 41100        |
| Villeromain                 | 222                      | 13,08      | 17               | 41290      | 41100        |
| Villetrun                   | 318                      | 6,83       | 47               | 41291      | 41100        |
| Villiersfaux                | 246                      | 7,22       | 34               | 41293      | 41100        |
| Kanton Montoire-sur-le-Loir | 21.839                   | 664,80     | 33               | 4106       | –            |

Bis zur landesweiten Neuordnung der französischen Kantone im März 2015 gehörten zum Kanton Montoire-sur-le-Loir die 18 Gemeinden Artins, Couture-sur-Loir, Houssay, Lavardin, Les Essarts, Les Hayes, Les Roches-l’Évêque, Montoire-sur-le-Loir, Montrouveau, Saint-Arnoult, Saint-Jacques-des-Guérets, Saint-Martin-des-Bois, Saint-Rimay, Ternay, Tréhet, Troo, Villavard und Villedieu-le-Château. Sein Zuschnitt entsprach einer Fläche von 234,69 km2. Er besaß vor 2015 einen anderen INSEE-Code als heute, nämlich 4112.

## Veränderungen im Gemeindebestand seit der landesweiten Neuordnung der Kantone
2019: Fusion Couture-sur-Loir und Tréhet → Vallée-de-Ronsard

## Bevölkerungsentwicklung
| 1962  | 1968  | 1975  | 1982  | 1990  | 1999  | 2016   |
| ----- | ----- | ----- | ----- | ----- | ----- | ------ |
| 8.291 | 9.452 | 9.252 | 9.004 | 8.597 | 8.819 | 22.258 |